# Festival des arts de Chiraz-Persépolis
 (mai 2017).
Si vous disposez d'ouvrages ou d'articles de référence ou si vous connaissez des sites web de qualité traitant du thème abordé ici, merci de compléter l'article en donnant les références utiles à sa vérifiabilité et en les liant à la section « Notes et références ».

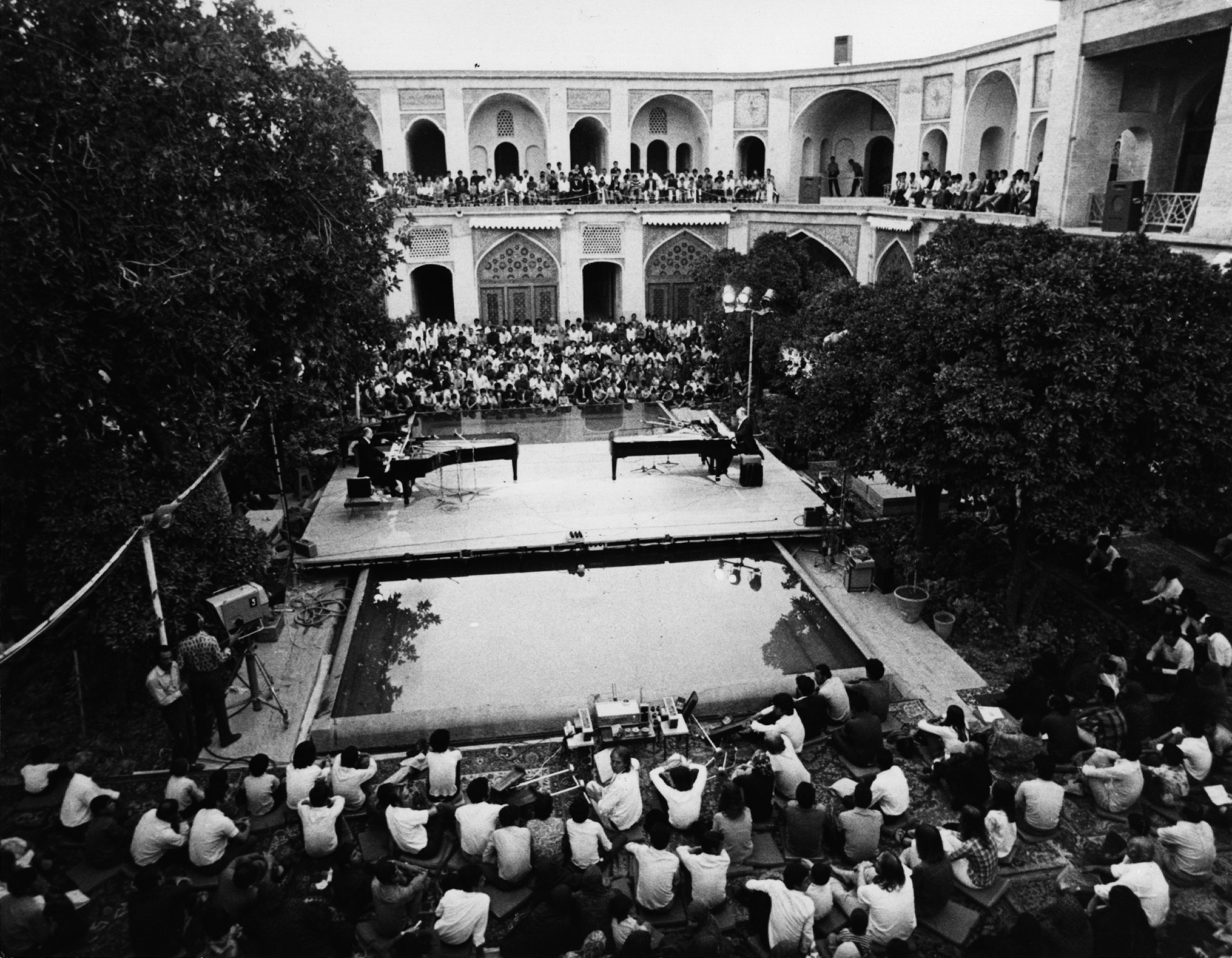
Festival d'arts de Chiraz-Persépolis en 1972.

Le festival des arts de Chiraz-Persépolis (en persan : جشن هنر شیراز) était un festival d'arts estival qui s'est déroulé chaque année pendant onze ans, de 1967 à 1977, dans la ville de Chiraz et ses alentours, dans la région Pars de l'Iran.

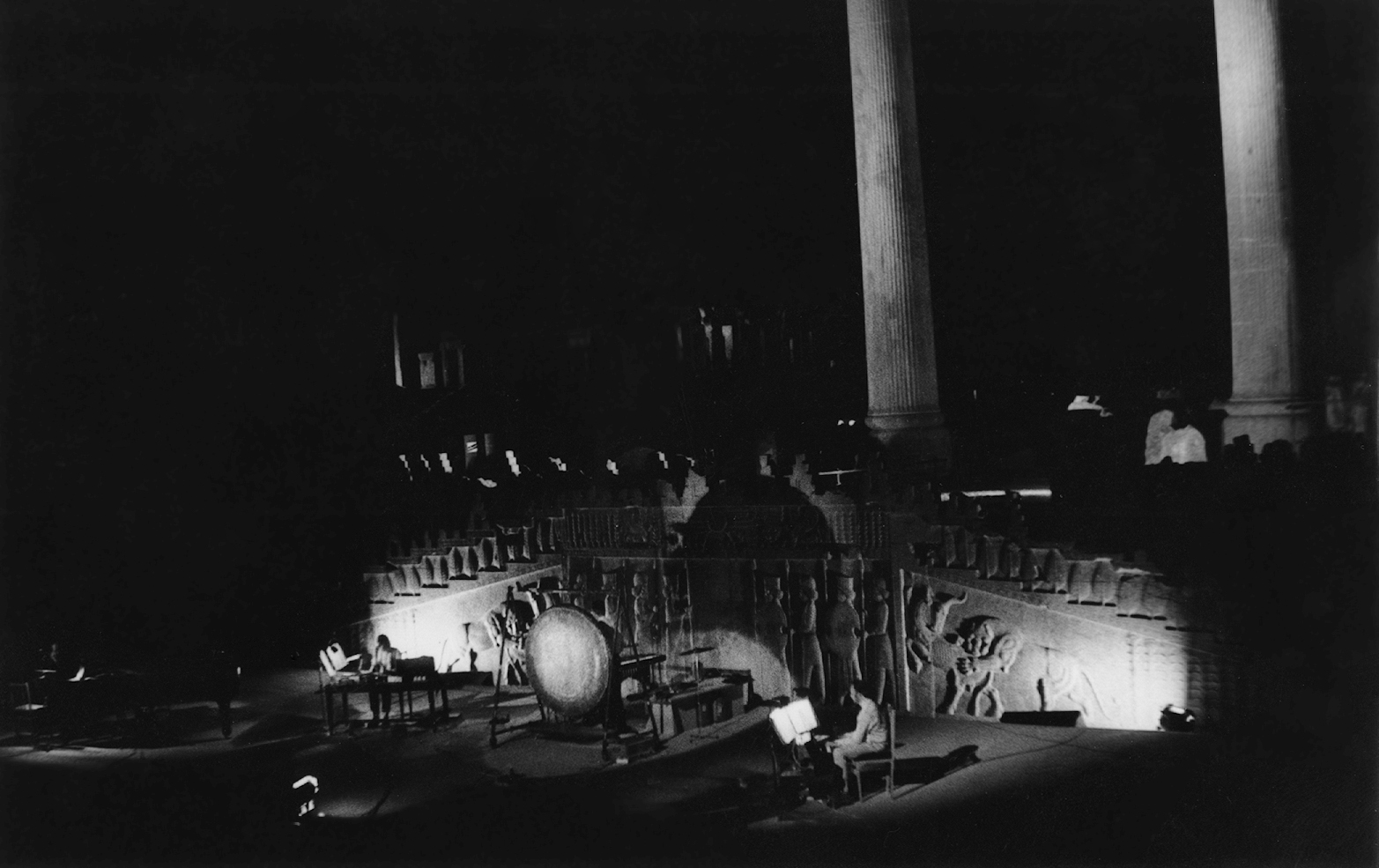
Représentation à Persépolis

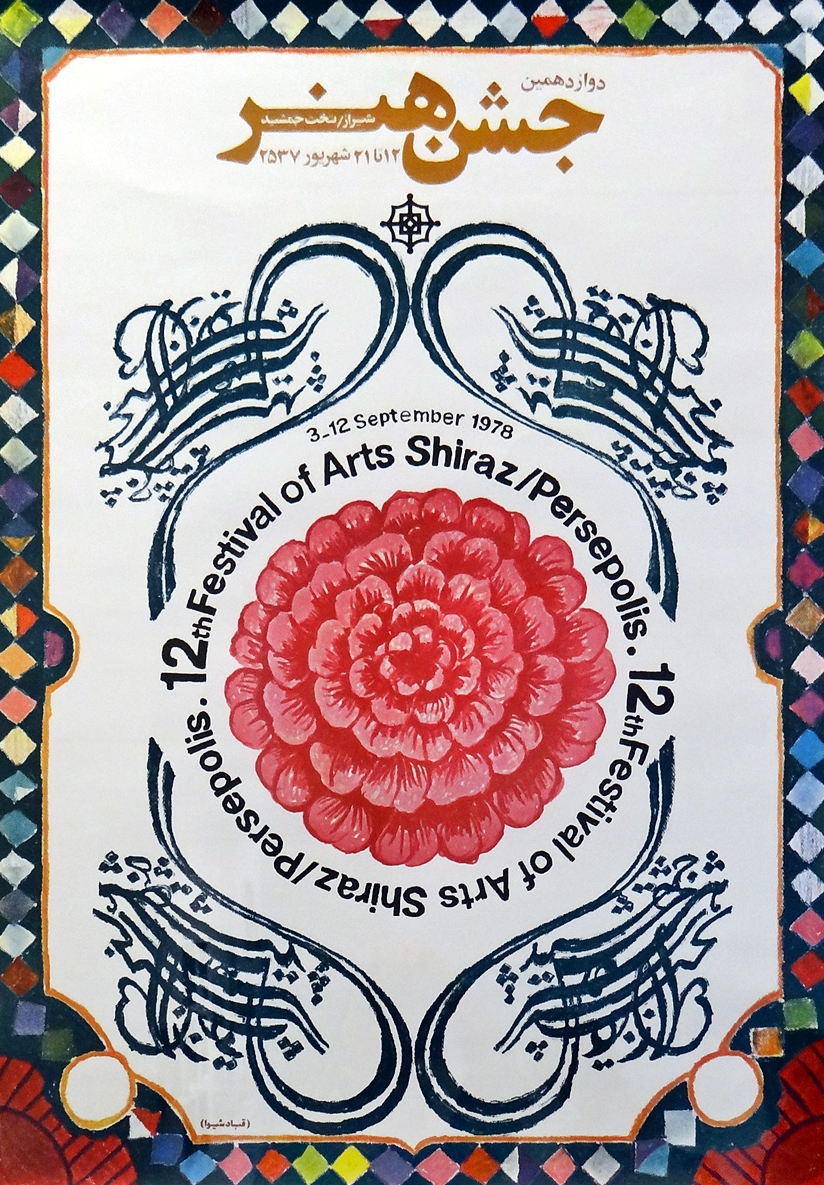
Dernière affiche du festival

## Historique

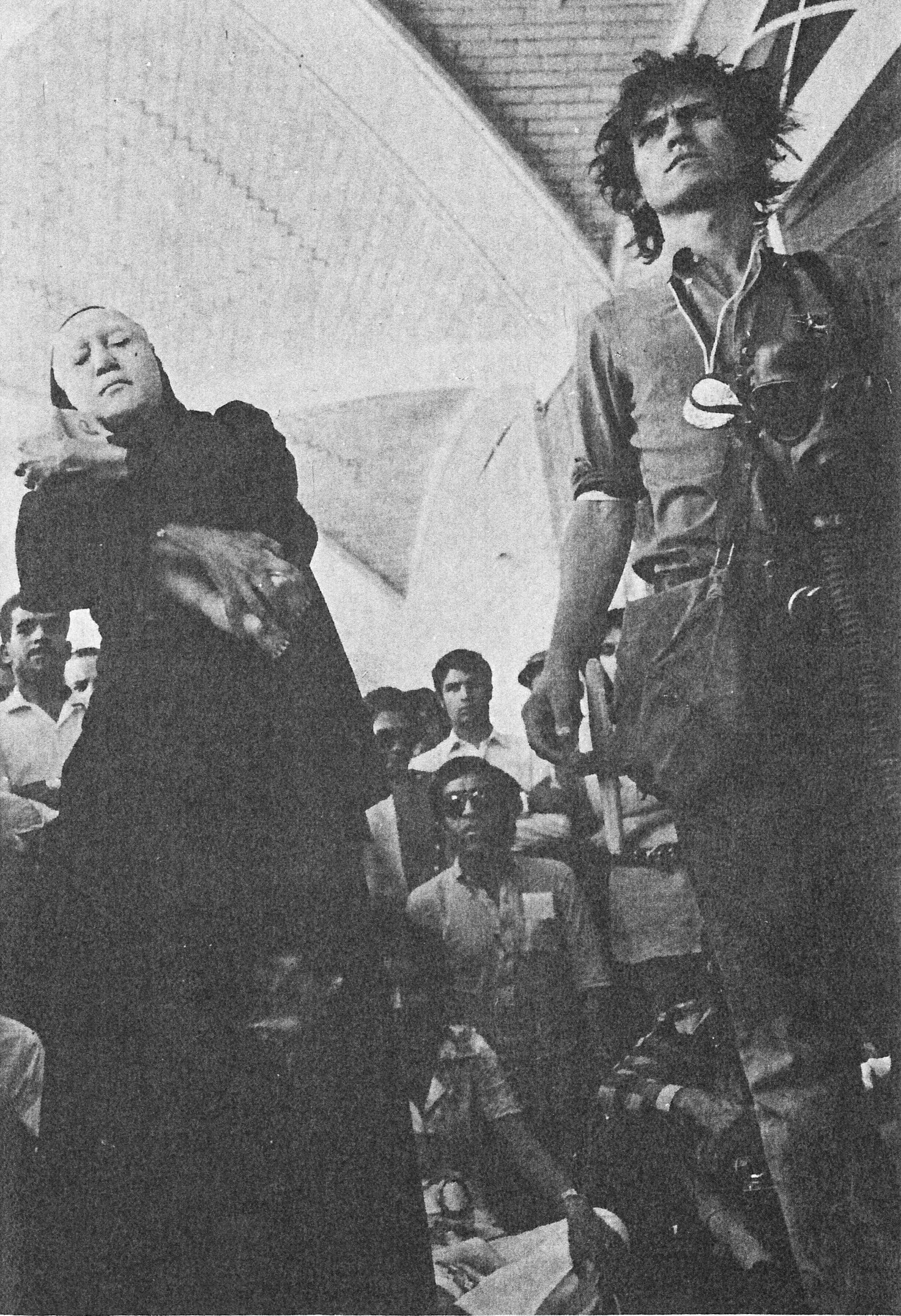
Compagnie de Peter Schumann au festival

En 1967, l'Iran cherche à rayonner internationalement. Le Shah Mohammed Reza Pahlavi investit alors dans la création d'un festival d'arts pour montrer au monde le prestige de la culture persane, notamment Achéménide, et ainsi induire un lien entre lui et Cyrus II. Se crée alors le Festival des arts de Chiraz, dont l'idée du lieu aurait été induit par sa femme Farah Pahlavi, ancienne étudiante passionnée d'archéologie, aussi bien que parce que Chiraz est la ville des artistes en Iran.
A l'occasion de la célébration du 2 500e anniversaire de la fondation de l'empire perse (de mars 1971 à mars 1972), le Shah investit d'imposantes sommes pour une année de festivités, dont au festival de Shiraz qui devient central en termes d'arts.
Accompagné de débats et symposiums, le programme incluait musique, danse, théâtre et films d'un spectre large au niveau mondial. Ces performances se déroulaient dans plusieurs lieux de Shiraz et ses environs, incluant Persépolis, Naqsh-e Rostam, Hafezieh (la mausolée de Hafez), Bagh-e Delgosha, Narenjestan, le bazaar des avocats, le jardin Jahan-Nama, Saray-e Moshir et un hall de concert sur le campus de l'université de Shiraz. Il y a présenté des arts allant de traditionnels à avant-gardistes, ce qui a pu être considéré comme élitiste dans le contexte du pays.
Vers la milieu des années 1970, plusieurs artistes refusent de s'y représenter en opposition au régime autoritaire. Le festival sera pour la dernière fois présenté en 1977. En 1978, bien que la programmation fût complète, le festival sera annulé pour cause de tensions politiques et pour protéger les artistes, à l'aube de la révolution iranienne.

### Théâtre
Le festival a notamment accueilli: Jerzy Grotowski, Peter Brook (qui y a créé Orghast), Tadeusz Kantor, Arby Ovanessian, Bijan Mofid, Davoud Rashidi, Peter Schumann, Parviz Sayyad, Andrei Șerban, Robert Wilson, Shūji Terayama, Andre Gregory, Ali Nassirian, Víctor García, Joseph Chaikin, Esma'il Khalaj et Abbas Nalbandian (Une profonde, vaste et nouvelle explorations des fossilles de la vingt-cinquième ère géologique, festival de 1968)

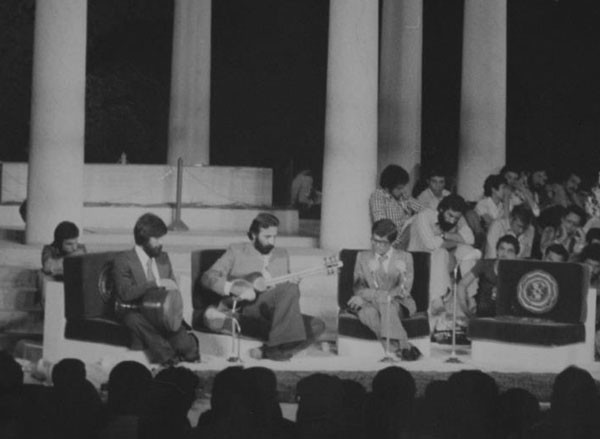
Lotfi et Shajarian au festival

Dans le domaine traditionnel, des représentations de Tazieh, Kathakali, Bharata Natyam et No ont été données. Serumaga et le théâtre national d'Ouganda, Duro Lapido & le théâtre national du Nigeria, Pabuji Ki Phad ont été présentés parmi d'autres.

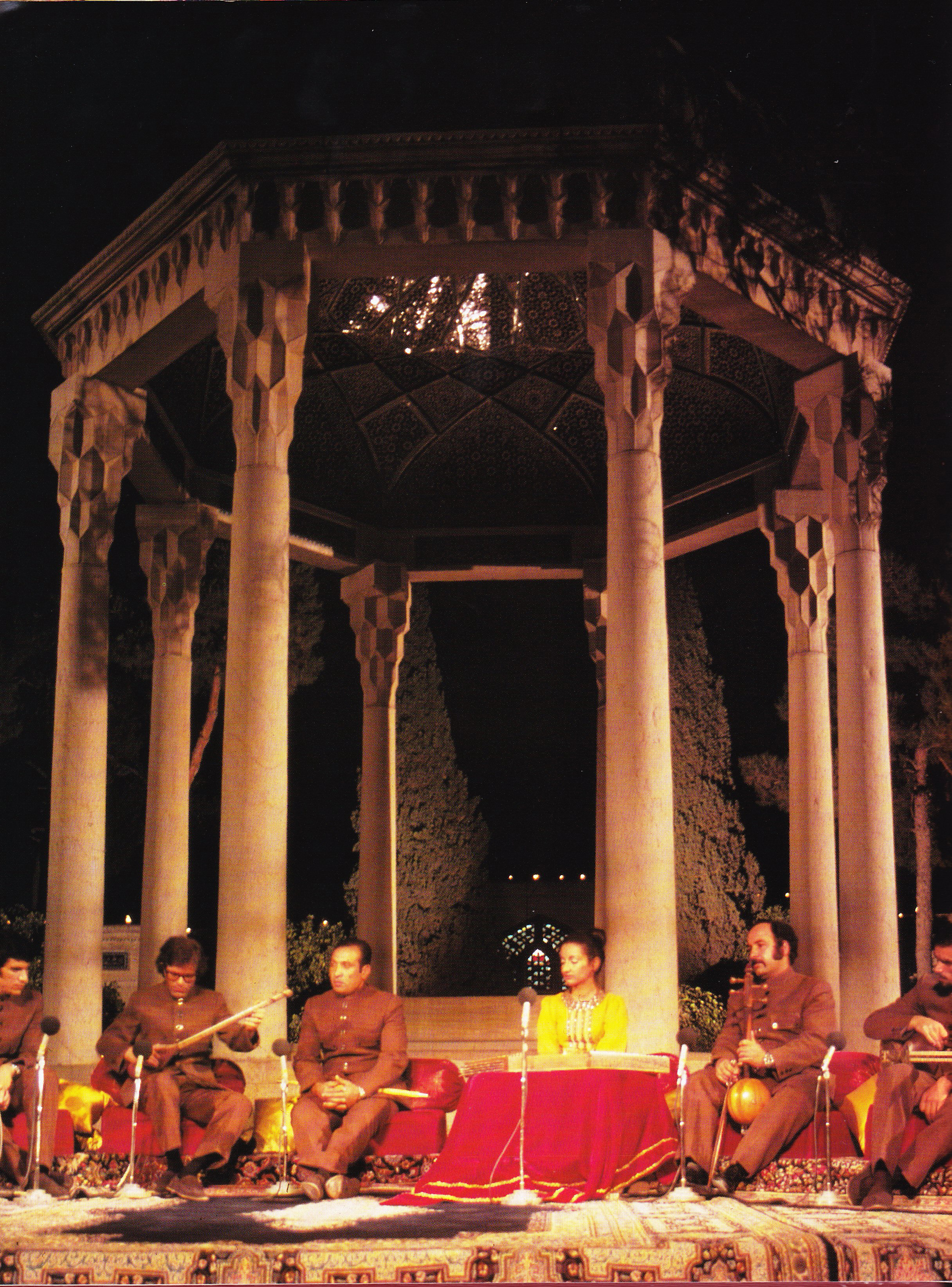
Concert au Hafezieh

### Musique
La musique traditionnelle persane y a été présentée notamment par Hassan Kassai, Jalil Shahnaz, Ahmad Ebadi, Faramarz Payvar, Ali-Asqar Bahari, Hossein Tehrani, Hossein Qavami et Abdolvahab Shahidi. Les jeunes maitres incluaient Hossein Alizadeh, Dariush Talai, Mohammad-Reza Lotfi, Majid Kiani, Mohammad-Reza Shajarian et Parisaand Noureddin Razavi-Sarvestani.

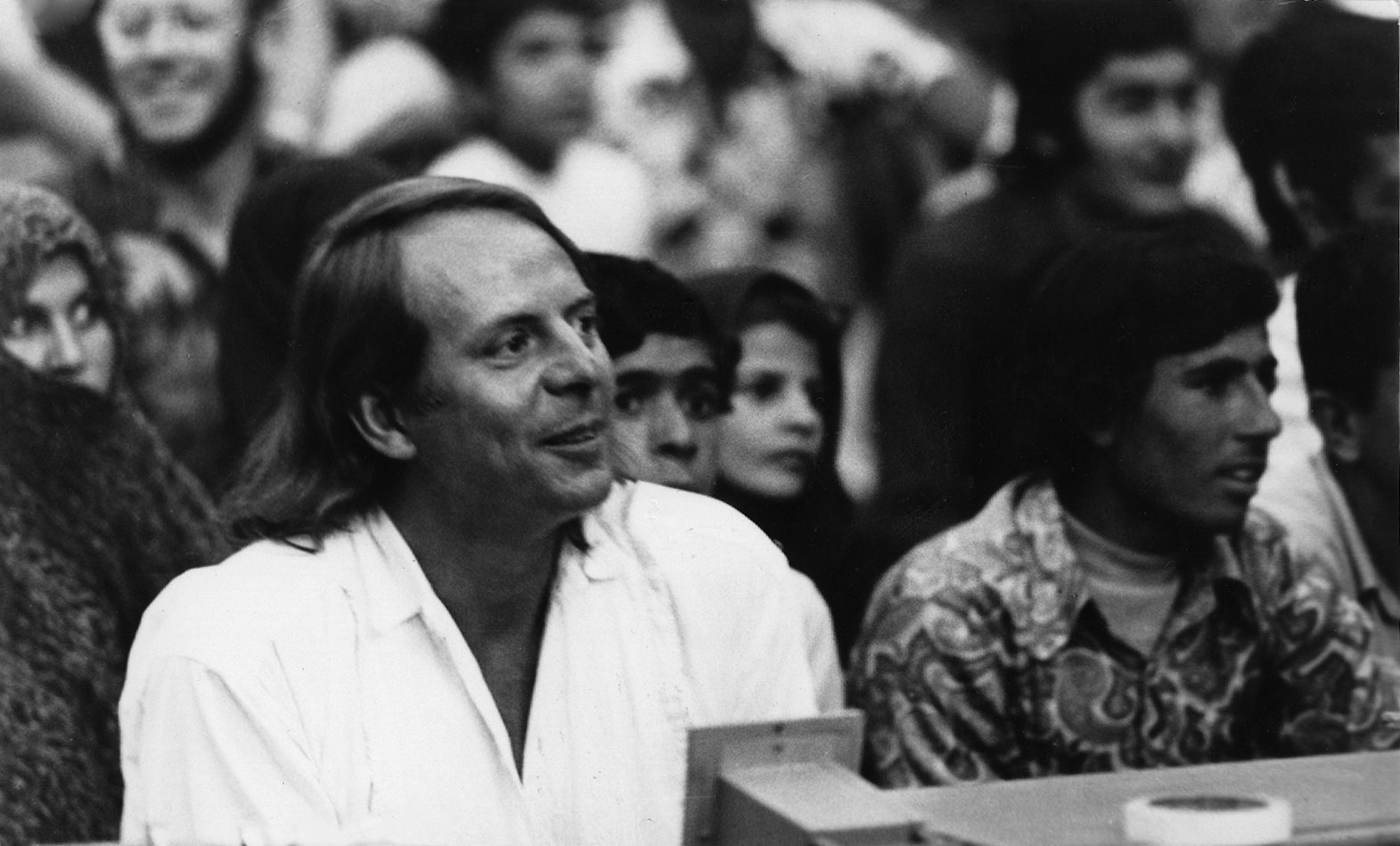
Stockhausen au festival, 1972

Des musiciens classiques indiens ayant participé sont Vilayat Khan, Bismillah Khan, Sharan Rani, Pran Nath, Sundaram Balachander, Ravi Shankar, Ram Narayan, Chaurasia et Dagar.
D'autres musiques traditionnelles non-occidentales, certaines incluant la danse, furent présentées des pays suivants: Rwanda, Sénégal, Maroc, Algérie, Tunisie, Egypte, Turquie, Irak, Afghanistan, Pakistan, Népal, Bhoutan, Chine, Corée du Sud, Japon, Philippines, Vietnam et Indonésie.
Dans le domaine de la musique classique occidentale, Yehudi Menuhin, Christian Ferras, Martha Argerich, Arthur Rubinstein et Yvonne Loriod y ont présenté concert ou récital. La Radio nationale iranienne et l'orchestre de chambre de la télévision étaient réguliers. D'autres participants furent Morteza Hannaneh et l'orchestre symphonique de Téhéran.
Venus d'occident, Gilbert Amy dirigea l'Orchestre du Domaine musical, Bruno Maderna l'orchestre de l'ORTF ainsi que l'orchestre de résidence de la Hague. Iannis Xenakis y présenta en création Persephassa et Persepolis. Bruno Maderna y créa Austrhalung, basé sur des textes persans. Karlheinz Stockhausen y a été présenté une année (avec Mantra). Krzysztof Penderecki y dirigea la symphonie polonaise nationale de la radio. Cathy Berberian, la Sinfonietta de Londres, le Melos Ensemble, Morton Feldman et the Creative Associates s'y produisirent ainsi que John Cage, the Juilliard String Quartet, the American Brass Quintet et Max Roach Quintet avec Abbey Lincoln et the Staple Singers.

### Danse

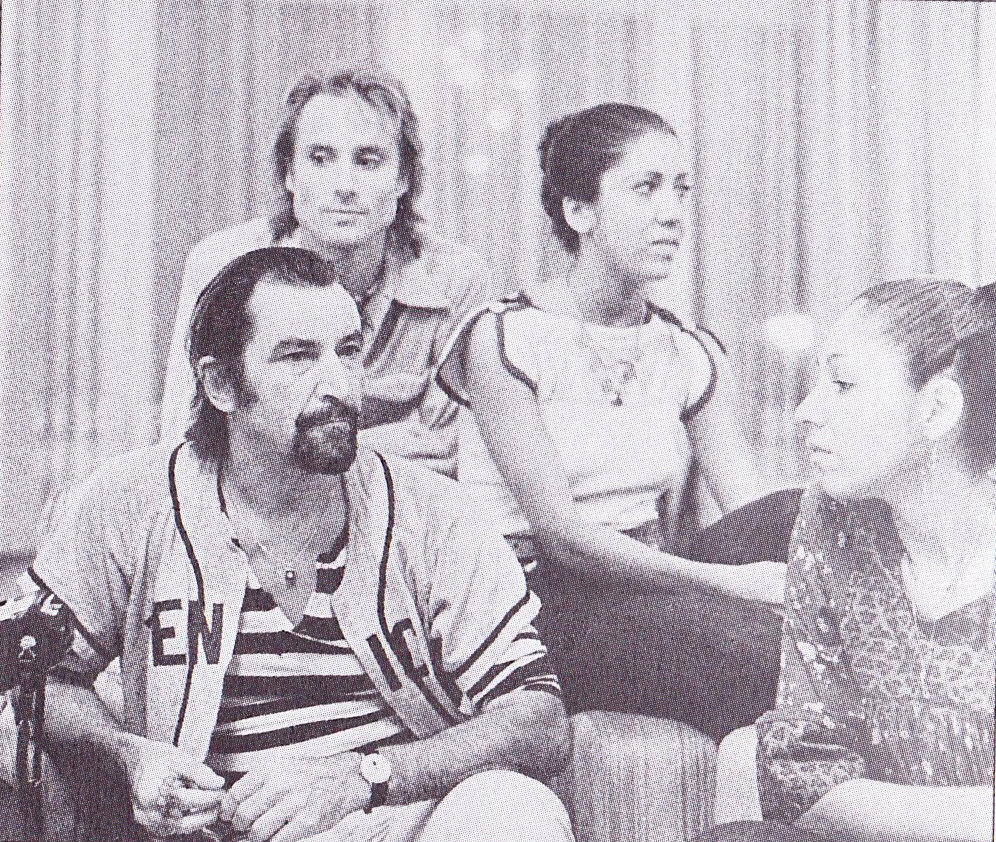
Maurice Béjart à Shiraz

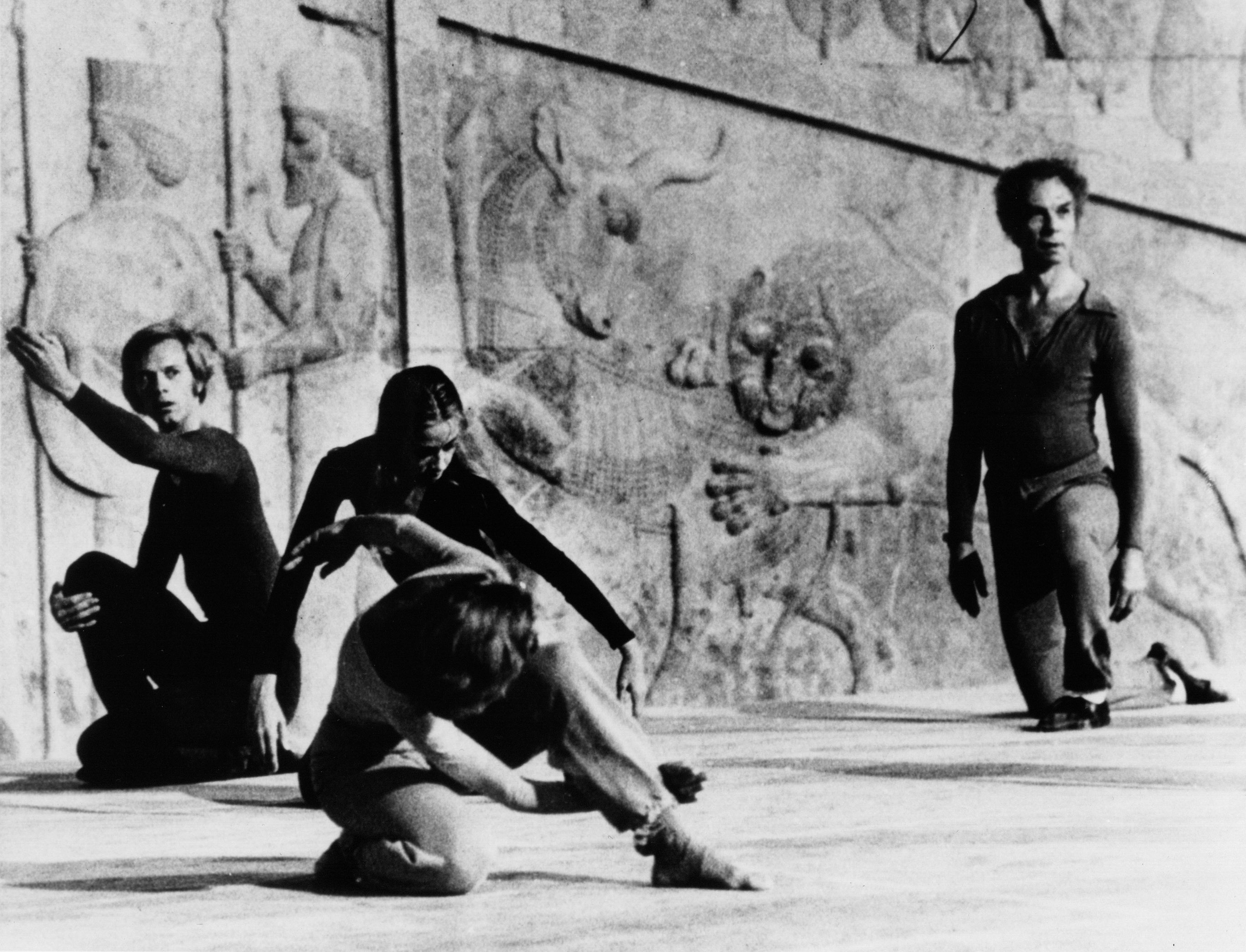
Cunningham à Persépolis, 1972

Maurice Béjart y a notamment présenté plusieurs créations, ainsi que Merce Cunningham.

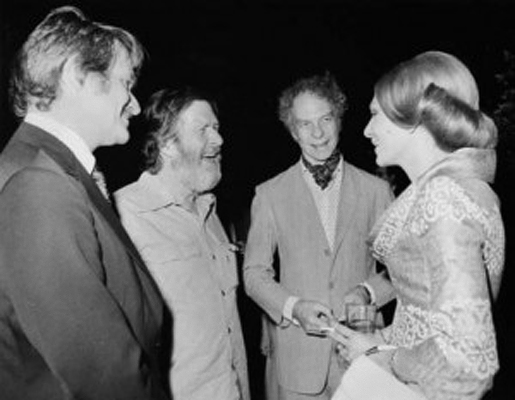
Farah Diba accueillant John Cage et Cunningham.